# Арка Септимия Севера (Лептис Магна)
Арка Септимия Севера (итал. Arco di Settimio Severo) — триумфальная арка в разрушенном римском городе Лептис-Магна, на территории современной Ливии. Построена по приказу императора Септимия Севера, родившегося в этом городе. Арка к XX веку сохранилась в виде руин, но была восстановлена археологами после ее открытия в 1928 году.

## История
Император Септимий Север ( r. 193–211 ) был популярен благодаря своим военным успехам, особенно над Парфянской империей (194-195 годы). Вместе с военным успехом императора последовала впечатляющая программа строительства в Риме, а также в его родном городе Лептис Магна, который сейчас является объектом Всемирного наследия . Частью его строительных программ были две арки в Риме, а также одна в Лептис-Магне.
Точная дата строительства арки в Лептис Магна не установлена, общепринято, что Арка Септимия Севера была воздвигнута по случаю африканского турне императора в 203 году. Построенная в виде тетрапилона, четырехсторонняя арка отмечает пересечение двух важнейших городских дорог: Кардо (направление с севера на юг) и Декумануса Максимуса (Decumanus Maximus), главной магистрали с востока на запад этого некогда известного портового города римской эпохи. Город, как и арка, пришли в упадок и были заброшены после вторжения варваров в конце V века. Позже Лептис Магна вошла во владения империи Юстиниана, который использовал скульптуры из арки для своей великой базилики.

## Описание
Центральная арка выполнена из известнякового ядра, поверху облицована искуссно украшенными панелями. Есть четыре основных фриза, изображающих императорскую семью в сценах триумфа, шествия, жертвоприношения и Concordia Augustorum. Остальные панели украшены витиеватыми, рельефными растительными и другими орнаментами.
За пределами центрального аттического фриза арка относительно однородна со всех сторон, обрамлена восемью коринфскими колоннами, богато украшена смесью эллинистических элементов. Разрушенный фронтон арки, нетипичный для римской архитектуры, основан на восточных традициях Передней Азии и Палестины. Коринфские пилястры колонн украшены глубокими завитками из виноградной лозы, между которыми находятся трофеи, поддерживаемые пленными варварами. На всех восьми перемычках изображена Победа с венком и пальмовой ветвью в память о триумфе. Над колоннами находится фриз, украшенный акантом, который представляет собой фриз с эротами, держащими гирлянду. Все четыре внешние грани имеют общие декоративные элементы, различающиеся только украшением центрального фриза.
На северо-восточном фризе, обращенном к конкурирующему с Лептисом городу Оэа, изображения скачущих лошадей с всадниками, всадники изображены с большим вниманием к деталям ткани их тогатов. Перед ними колесница (квадрига), которая несёт три центральные фигуры: Септимия Севера, Каракаллу и Гету, показывая династическую преемственность.
Арка Септимия Севера в Лептис Магна была обнаружена в руинах в 1928 году и снова собрана археологами.